# Hamearis erica
Hamearis erica är en fjärilsart som beskrevs av Stephens 1924. Hamearis erica ingår i släktet Hamearis och familjen Riodinidae. Inga underarter finns listade i Catalogue of Life.